# Copitarsia basilinea
Copitarsia basilinea är en fjärilsart som beskrevs av Köhler 1959. Copitarsia basilinea ingår i släktet Copitarsia och familjen nattflyn. Inga underarter finns listade i Catalogue of Life.